# Camarena (Toledo)
Camarena ist eine spanische Gemeinde  (municipio) in der Provinz Toledo der Autonomen Region Kastilien-La Mancha. 2024 hatte die Gemeinde 4.634 Einwohner. Die Gemeindefläche beträgt 66,22 km². Zum Gemeindegebiet gehört auch die Ortschaft Monteviejo.

## Lage
Camarena liegt etwa 33 Kilometer nordnordwestlich von Toledo und etwa 47 Kilometer südwestlich von Madrid in einer Höhe von ca. 575 m. Die Gemeinde liegt im gleichnamigen Weinbaugebiet. Die Weine sind mit der Ursprungsbezeichnung geschützt ("D.O.").

## Geschichte
Ab November 1272 agierte Alfons XII. über vier Monate von Camarena aus in das Kastilische Reich. Für diese Zeit rühmt sich Camarena Hauptstadt des Reiches gewesen zu sein. 

## Bevölkerungsentwicklung
| Jahr      | 1900  | 1910  | 1920  | 1930  | 1940  | 1950  | 1960  | 1970  | 1981  | 1991  | 2001  | 2011  | 2021  |
| --------- | ----- | ----- | ----- | ----- | ----- | ----- | ----- | ----- | ----- | ----- | ----- | ----- | ----- |
| Einwohner | 1.522 | 1.992 | 2.154 | 2.220 | 1.949 | 2.262 | 2.202 | 2.054 | 1.894 | 1.998 | 2.364 | 3.793 | 4.243 |

## Sehenswürdigkeiten
- Johannes-der-Täufer-Kirche (Iglesia de San Juan Bautista)
- Christuskapelle

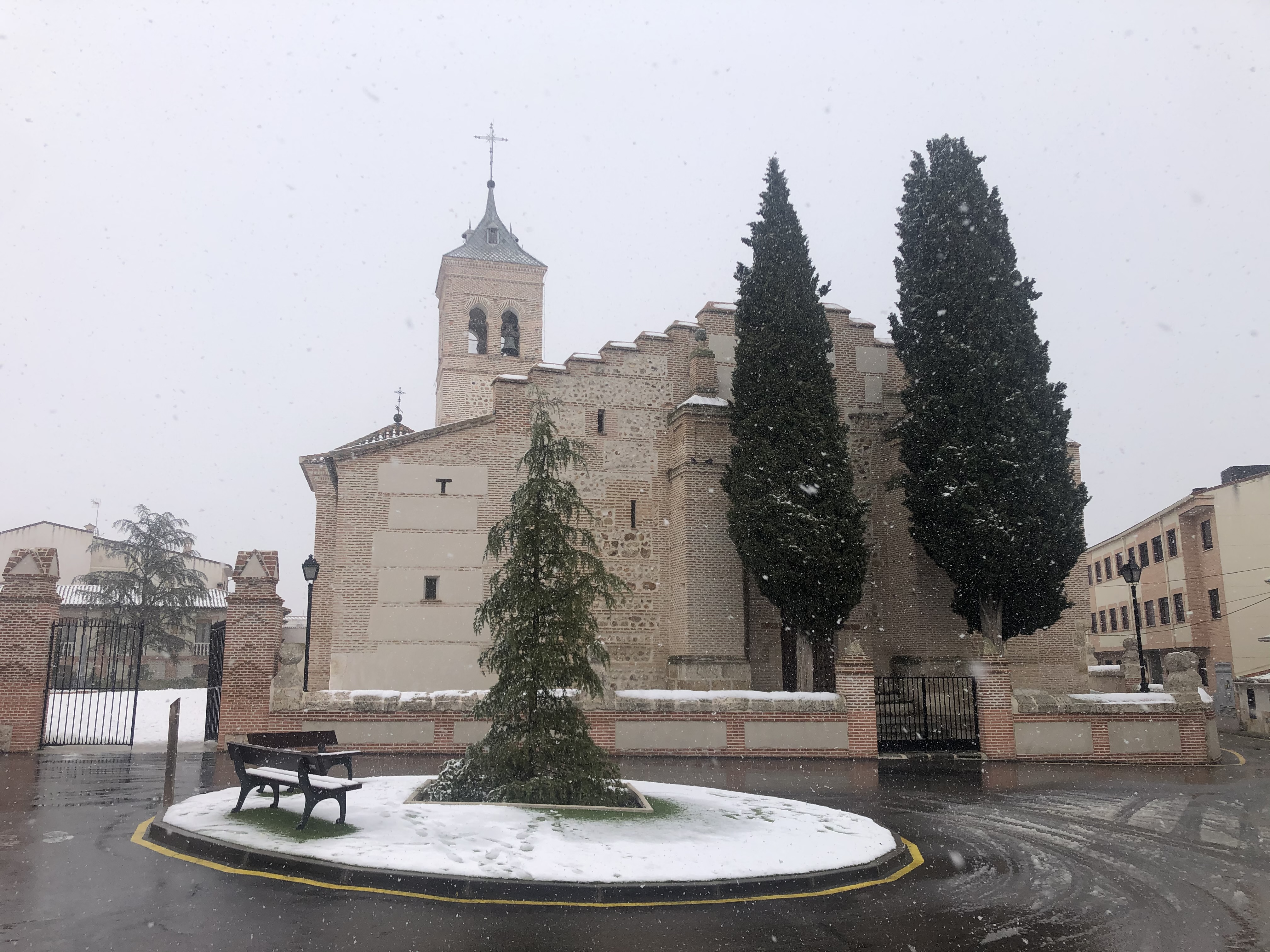
Johannes-der-Täufer-Kirche
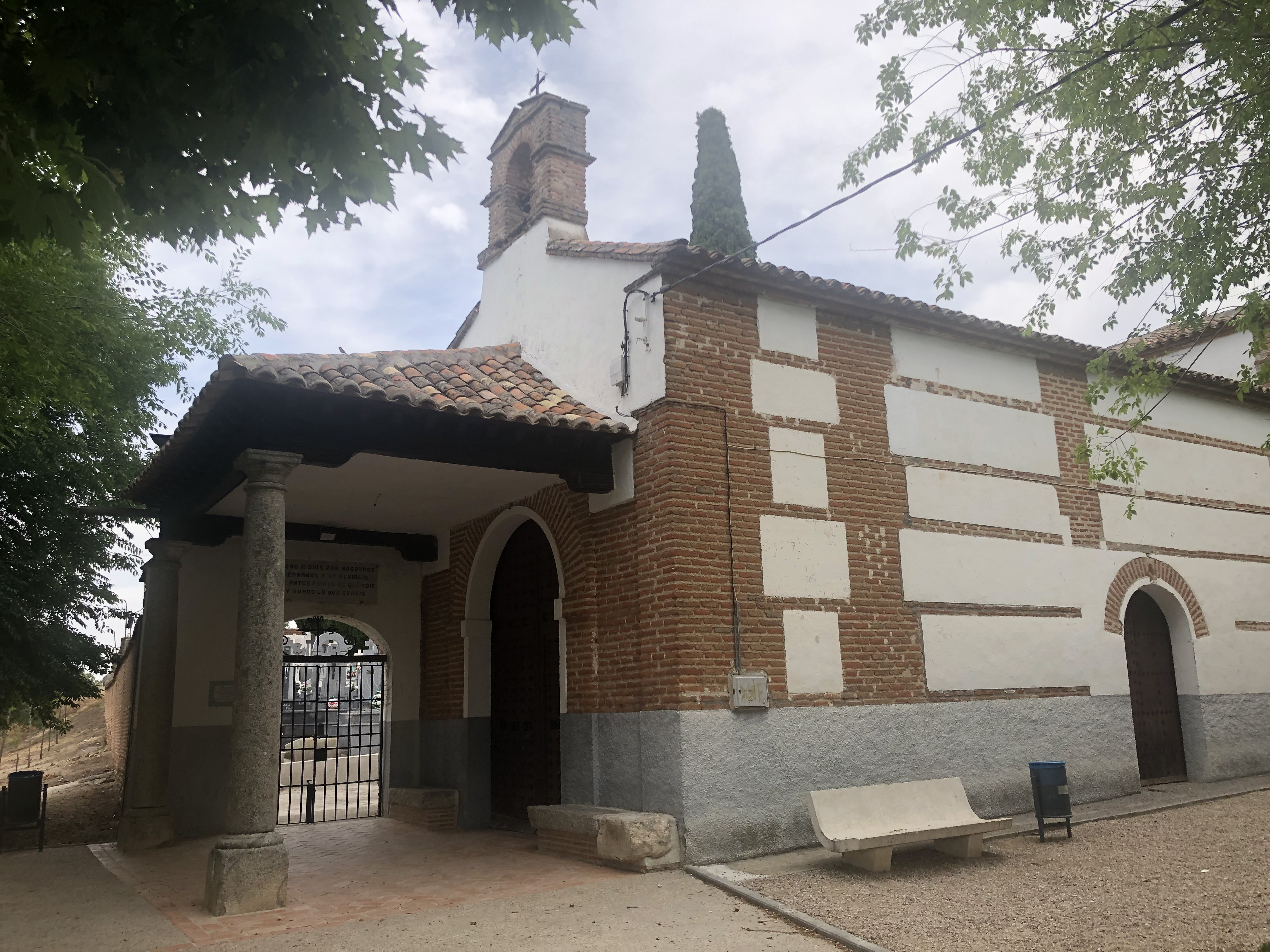
Christuskapelle

## Bekannte Personen der Gemeinde
- Diego Maroto (1617–1696), Dominikaner und Architekt
- Blas de Prado (1545/1546–1599/1600), Maler und Freskant